# Без злого умысла
«Без злого умысла» (англ. Absence of Malice) — кинофильм 1981 года в жанре драма.

## Сюжет
Главный герой Майкл Коллин Галлахер (Пол Ньюман) — законопослушный оптовый торговец спиртными напитками. Неожиданно скандальная публикация в газете делает его главным подозреваемым в деле о нераскрытом убийстве.
Её автор — амбициозная журналистка Меган Картер (Салли Филд). Материал для статьи она получает от следователя, который не может раскрыть дело об убийстве и пытается получить новые сведения по делу, допустив утечку информации в прессу.

## Награды и номинации
Фильм был номинирован на премию «Оскар» в 1982 году в трёх номинациях:
- лучший актёр первого плана — Пол Ньюман
- лучшая актриса второго плана — Мелинда Диллон
- лучший сценарий — Курт Людтке.

Номинации на премию «Золотой глобус»:
- лучшая женская роль — Салли Филд
- лучший сценарий.